# Chloridolum disconotatum
Chloridolum disconotatum là một loài bọ cánh cứng trong họ Cerambycidae.